# عثمان الثاني المريني
عثمان بن أحمد بن أبي سالم يكنى أبا سعيد، هو سلطان مريني، بويع و سنه يومئذ ست عشرة سنة و تعتبر فترة حكمه بداية لتدهور الدولة المرينية وسقوطها.

## بيعة السلطان عثمان

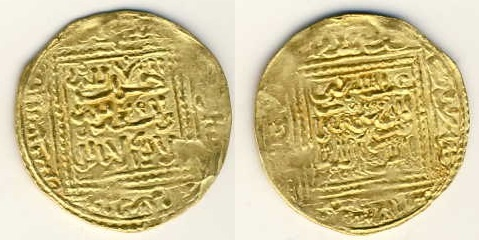
عملة ذهبية تحمل اسم أبو سعيد عثمان وجدت في سجلماسة

ساد التدهور الاقتصادي في كل بلاد المغرب و ذلك راجع للأوبئة التي انتشرت و المجاعات، و انعكس ذلك على الحياة السياسية في الدولة المرينية و كان بداية لاضمحلالها و سقوطها، إذ واكبت هذه الفترة تولي السلطان أبي سعيد عثمان بن أبي العباس الحكم، و قد كانت بيعته يوم الثلاثاء الموفى ثلاثين جمادى الأخرى من عام 800هـ و سنه يومئذ ست عشرة سنة. و كان النقض و الإبرام و سائر التصرفات في دولته للوزراء و الحجاب، أما السلطان فكان متفرغا بالملذات و اللهو. و كان من أكبر حجابه أبو العباس القبائلي.

## حدوث الفتنة بين بني مرين وبني حفص
يقول المؤرخ الناصري في الاستقصا: « لما توفي السلطان أبو العباس الحفصي صاحب تونس ولي الأمر من بعده ابنه أبو فارس المذكور فوزع الوظائف من الإمارة و الوزارة وولاية الأعمال على إخوته فاعتضد بهم و كان من جملتهم أخوه أبو بكر بن أبي العباس بقسنطينة فنازعه بها ابن عمه الأمير أبو عبد الله محمد بن أبي زكرياء الحفصي صاحب بونة و ألح عليه في الحصار فصمد إليه السلطان أبو فارس الحفصي و أوقع به على سيبوس و قعة شنعاء انتهت به هزيمتها إلى فاس مستصرخا صاحبها و هو يومئذ أبو فارس المريني فأقام أبو عبد الله بفاس إلى سنة عشر و ثمانمائة في دولة السلطان أبي سعيد فاتفق أن فسد ما بين السلطان أبي فارس الحفصي و بين أعراب إفريقية من سليم فقدمت طائفة منهم حضرة فاس مستنجدين السلطان أبا سعيد على صاحبهم أبي فارس فألفوا عنده الأمير أبا عبد الله المنهزم بسيبوس كما مر فعقد له السلطان أبو سعيد على جيش من بني مرين و غيرهم و بعثه مع العرب فلما انتهى إلى بجاية تلقته أعراب إفريقية طائعة و هون عليه المرابط شيخ حكيم منها أمر تونس فرد الجيش المريني و قصدها بمن انضم إليه من الحشود فأخذ بجاية من أبي يحيى و فر في البحر و عقد أبو عبد الله عليها لابنه المنصور ثم زحف إلى السلطان أبي فارس فخالفه إلى بجاية فافتكها من يد ابنه المنصور و وجه به مع جماعة من كبار أهلها معتقلين إلى الحضرة و عقد عليها لأحمد ابن أخيه و نهض لقتال ابن عمه أبي عبد الله المذكور فنزع المرابط عنه إلى السلطان أبي فارس لعهد كان بينهما فانفض جمع أبي عبد الله و قتل و احتز رأسه ووجهه السلطان أبو فارس مع من علقه بباب المحروق أحد أبواب فاس إغاظة للسلطان أبي سعيد و ذلك سنة اثنتي عشرة و ثمانمائة ثم تحرك السلطان أبو فارس إلى جهة المغرب قاصدا أخذ الثار من السلطان أبي سعيد فاستولى على تلمسان ثم قصد حضرة فاس فلما شارفها جنح السلطان أبو سعيد إلى السلم فوجه إليه بهدايا جليلة فقبل ذلك أبو فارس و كافأ عليه و انكفأ راجعا إلى حضرته و لحقته في طريقه بيعة أهل فاس و انتظم له ملك المغرب و بايعه صاحب الأندلس أيضا قاله صاحب الخلاصة النقية و هو الأديب أبو عبد الله محمد الباجي أحد كتاب الدولة التركية بتونس.».

## استيلاء البرتغال على سبتة وموت السلطان
يقول المؤرخ الناصري في الاستقصا: « كان جنس البرتغال و هو البردقيز في هذه السنين قد كثر بعد القلة و اعتز بعد الذلة و ظهر بعد الخمول و انتعش بعد الذبول فانتشر في الأقطار و سما إلى تملك الأمصار فانتهى إلى أطراف السودان بل و أطراف الصين على ما قيل و ألح على سواحل المغرب الأقصى فاستولى في سنة ثمان عشرة و ثمانمائة على مدينة سبتة أعادها الله بعد محاصرته لها حصارا طويلا و سلطان المغرب يومئذ أبو سعيد بن أحمد صاحب الترجمة و سلطان البرتغال يومئذ خوان الأول و ذكر منويل في تاريخه أن سلطان المغرب يومئذ عبد الله بن أحمد أخو أبي سعيد المذكور و سيأتي كلامه بتمامه و ذكر صاحب نشر المثاني في كيفية استيلاء البرتغال على سبتة قصة تشبه قصة قصير مع الزباء قال: (رأيت بخط من يظن به التثبت و الصدق أن النصارى جاؤوا بصناديق مقفلة يوهمون أن بها سلعا و أنزلوها بالمرسى كعادة المعاهدين و ذلك صبيحة يوم الجمعة من بعض شهور سنة ثمان عشرة و ثمانمائة و كانت تلك الصناديق مملوءة رجالا عددهم أربعة آلاف من الشباب المقاتلة فخرجوا على حين غفلة من المسلمين و استولوا على البلد و جاء أهله إلى سلطان فاس مستصرخين له و عليهم المسوح و الشعر و الوبر و النعال السود رجالا و نساء و ولدانا فأنزلهم بملاح المسلمين ثم ردهم إلى الفحص قرب بلادهم لعجزه عن نصرتهم حتى تفرقوا في البلاد و الأمر لله وحده) قال: (و سمعت من بعضهم أن الذي جرأ النصارى على ارتكاب تلك المكيدة هو أنهم كانوا قد قاطعوا أمير سبتة على أن يفوض إليهم التصرف في المرسى و الاستبداد بغلتها و يبذلوا له خراجا معلوما في كل سنة فكان حكم المرسى حينئذ لهم دون المسلمين و لو كان المسلمون هم الذين يلون حكم المرسى ما تركوهم ينزلون ذلك العدد من الصناديق مقفلة لا يعلمون ما فيها و الله أعلم بحقيقة الأمر) و لما استولى البرتغال على سبتة اعتنى بها و حصنها و استمرت في ملكتهم مدة تزيد على مائتين و خمسين سنة ثم ملكها منهم طاغية الإصبنيول في سبيل مهادنة و شروط انعقدت بينهم بمدنية أشبونة في حدود الثمانين و ألف و أخبار السلطان أبي سعيد كثيرة و قد أرخ دولته و سيرته الكاتب أبو إسحاق إبراهيم ابن أحمد التاورتي رحمه الله و توفي السلطان المذكور سنة ثلاث و عشرين و ثمانمائة و ولي الأمر من بعده ابنه عبد الحق الأخير كذا ذكره في جذوة الاقتباس... ».

## من الشعر الذي قيل في السلطان
كان آخر سلطان مريني يُؤَرخ له إسماعيل ابن الأحمر هو السلطان أبي سعيد عثمان الثاني حيث ذكر ابن الأحمر في كتابه روضة النسرين قصيدة يمدح فيها السلطان أبي سعيد نذكر منها بعض الأبيات :